# Tricyphona perpallens
Tricyphona perpallens är en tvåvingeart som först beskrevs av Alexander 1957.  Tricyphona perpallens ingår i släktet Tricyphona och familjen hårögonharkrankar. Inga underarter finns listade i Catalogue of Life.